# Anisoptera
Los anisópteros (Anisoptera, del griego ἄνισος ánisos ‘desigual’ y πτερόν pterón ‘ala’) son uno de los dos infraórdenes clásicos del suborden Epiprocta. Se conocen comúnmente como libélulas o caballito del diablo en Rep. Dominicana, aguacil en Argentina, Uruguay y Paraguay, matapiojos en Chile, chinchilejo o caballín en Perú, libélula y caballito del diablo en Colombia, chapulete y cortapelos en Ecuador, folelé en las Islas Canarias, libélula o caballete en México), aunque este término suele usarse también en un sentido más amplio para designar a todos los odonatos.
Son paleópteros, es decir, insectos que no pueden plegar las alas sobre el abdomen. Se caracterizan por sus grandes ojos multifacetados, sus dos pares de fuertes alas transparentes y por su abdomen alargado. Se alimentan de mosquitos y otros pequeños insectos como moscas, abejas, mariposas y polillas.
Su hábitat natural se encuentra en las cercanías de lagos, charcos, ríos y tierras pantanosas, ya que sus ninfas son acuáticas. Las libélulas no pican a los humanos y son valiosos depredadores, ya que controlan las poblaciones de moscas y mosquitos, algunos de los cuales transmiten enfermedades como el dengue.
Algunas especies son migratorias. En efecto, algunas (en los géneros Libellula, Sympetrum y Pantala) se cuentan entre los insectos con los vuelos migratorios más largos.

## Etimología
Anisoptera procede del griego ἄνισος ánisos ‘desigual’ y πτερόν pterón ‘ala’, porque las alas posteriores de las libélulas son más anchas que las anteriores.

## Anisópteros y zigópteros
Los caballitos del diablo (suborden Zygoptera), se confunden a menudo con las libélulas. Sin embargo, ambos grupos son diferentes; los zigópteros mantienen las alas juntas, pegadas al cuerpo cuando están en reposo, mientras que las libélulas las mantienen separadas horizontalmente o ligeramente inclinadas abajo y adelante; ambos subórdenes tienen dos pares de alas, en las libélulas el segundo par de alas es más ancho que el primero y en los caballitos del diablo el ancho en los dos pares de alas es similar. Sus ojos también difieren, mientras que los de los caballitos del diablo están separados, los de las libélulas están prácticamente juntos. Los caballitos del diablo poseen cuerpos más delgados y son más frágiles en su vuelo. Ambos poseen ciclos vitales similares.[cita requerida]

## Anatomía

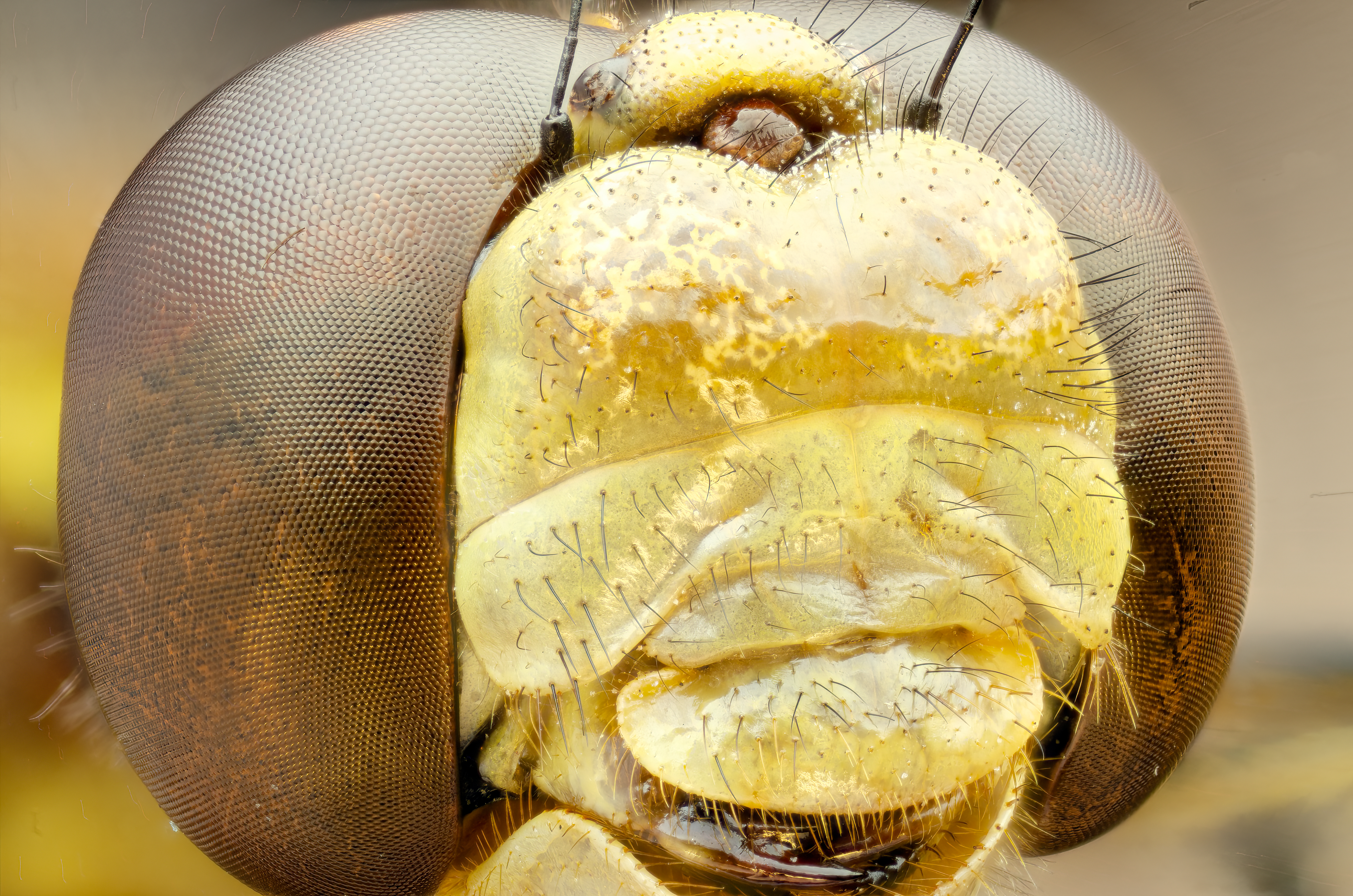
Detalle de la cabeza de una libélula

El cuerpo delgado y las alas largas y delgadas hacen de la libélula uno de los insectos más veloces. A diferencia de la mayoría de los insectos, estas pueden batir sus alas anteriores y posteriores de forma simultánea o alternada en diferentes fases del vuelo, lo que resulta, respectivamente, en una mayor potencia con mayor coste energético, al despegar, y en una potencia y coste menor, durante el vuelo.
Poseen una vista excelente gracias a la peculiar estructura de sus ojos: alrededor de 30 000 facetas dispuestas de tal forma que le permiten aproximadamente 360° de campo visual. Estos ojos multifacetados, por lo general, se juntan en la parte posterior de la cabeza y le permiten ver a su presa desde una distancia de hasta 12 m. La libélula no puede caminar por la posición frontal de las patas, pero la forma de «canasto» de estas le permite atrapar a su presa.[cita requerida]

## Biología y ecología

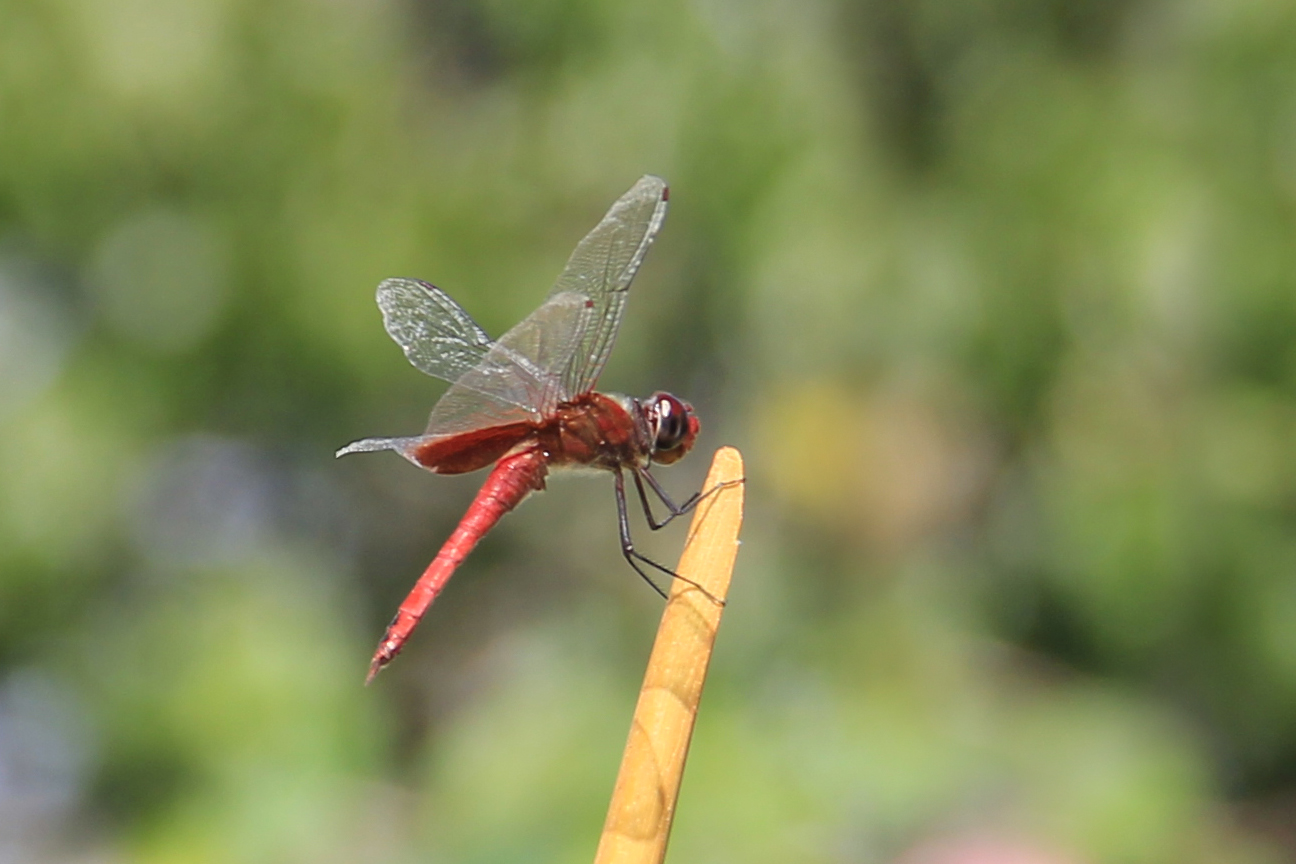
Crocothemis erythraea cerca de Cabo Rojo, Puerto Rico

El ciclo de vida de las libélulas, desde la fase de huevo hasta la muerte en edad adulta, abarca entre seis meses hasta seis o siete años. Las libélulas hembras ponen los huevos en el agua o cerca de ella, a menudo en las plantas flotantes o emergentes. Cuando algunas especies están poniendo los huevos en el agua, se sumergen por completo con el fin de poner sus huevos en una buena superficie, aunque en algunas ocasiones, las hembras ponen huevos entre pequeñas grietas de barro o musgo.
Los huevos eclosionan en ninfas y durante esta etapa se alimentan de larvas de mosquitos. La mayor parte de la vida de una libélula se desarrolla en forma de ninfa, debajo de la superficie del agua, usando mandíbulas extensibles para capturar otros invertebrados o incluso vertebrados como renacuajos y peces. Respiran por branquias que tienen en el recto y tienen la capacidad de desplazarse rápidamente por el agua gracias a un impulso originado por una expulsión de agua repentina que ocurre a través del ano. Algunas ninfas cazan en la tierra, capacidad que podría haber sido más común en la antigüedad, cuando los depredadores terrestres fueron más torpes.
Los estadios de ninfa de libélulas de gran tamaño pueden llevar hasta cinco años. En las especies más pequeñas, esta etapa puede durar entre dos meses y tres años. Cuando la ninfa está lista para comenzar su proceso de metamorfosis y convertirse en un adulto, sube por una caña o una planta emergente. La exposición al aire conduce a la larva a iniciar la respiración. La piel se abre en un punto débil detrás de la cabeza y la libélula adulta se arrastra fuera de su piel larval, mueve sus alas de arriba abajo, y vuela a alimentarse de mosquitos y moscas. En vuelo, la libélula adulta puede impulsarse en seis direcciones: arriba, abajo, adelante, atrás, de derecha a izquierda y de izquierda a derecha. La etapa voladora de las especies adultas más grandes de la libélula, puede durar de cinco a seis meses.
En el pasado existieron especies mucho mayores. La mayor, encontrada como fósil, es una Protodonata llamada Meganeura monyi que data del Carbonífero con una envergadura de alas de entre 70–75 cm. La mayor especie de odonatas moderna, Anax strenuus, endémica de Hawái, y la gigante de América Central, Megaloprepus coerulatus, tienen 19 cm de extensión de alas. La especie moderna más pequeña registrada es la Nannophya pygmaea, de Asia, con una envergadura de alas de tan sólo 20 mm.
La libélula común, Anax junius, es una de las mayores y más rápidas, pudiendo alcanzar una velocidad de 85 km por hora.

### Cortejo y reproducción

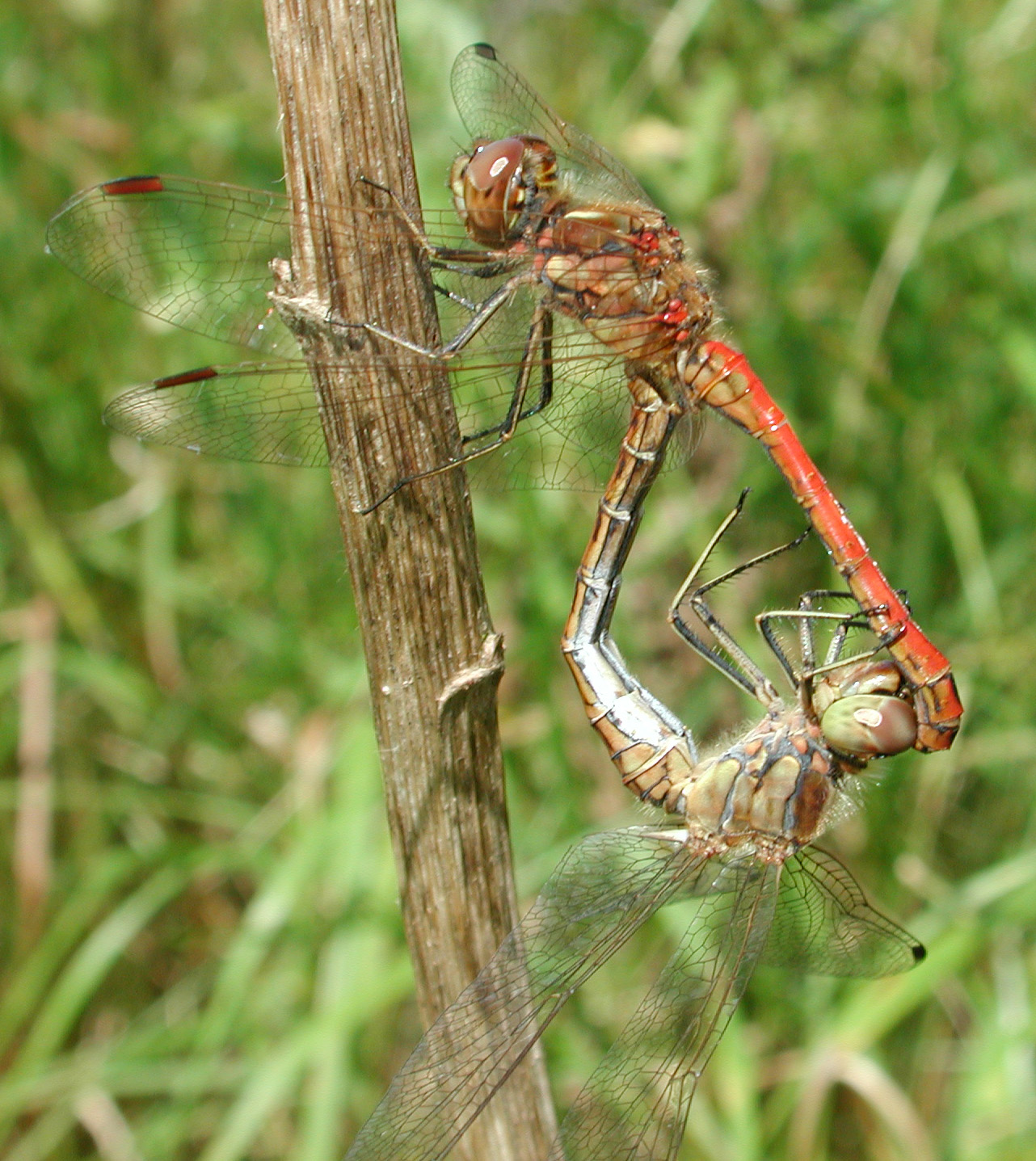
Apareamiento de Sympetrum vulgatum

El macho de la libélula impone sus derechos sobre un territorio cercano al agua y lo defiende ferozmente de todos sus rivales. Cuando llega la hembra, el macho modifica su estilo de vuelo. Así, realiza una exhibición para cortejar a su compañera, antes de sujetarle la cabeza con unas pinzas especiales ubicadas en el extremo de su abdomen. Cuando está sujeta al macho, la hembra arquea su abdomen adelante para reunir sus órganos sexuales y se produce la fertilización. La hembra pone los huevos cerca o en el agua.
Las larvas son unos depredadores feroces, los cuales, mediante la máscara, un brazo retráctil que tienen bajo la boca, cazan otros animales: renacuajos, peces e incluso otras larvas de libélula. En el caso de los machos, poseen un órgano que tiene como función retirar el esperma que la hembra pudiera tener de la fecundación de otros machos.[cita requerida]

### Camuflaje de movimiento
Las libélulas emplean la ilusión óptica para acechar a otros insectos que invaden su territorio. Se pueden mover de tal forma que se proyectan a sí mismas como un objeto estático mientras atacan con rapidez a sus víctimas. Este tipo de mimetismo, ilustra cómo utilizan técnicas complejas de camuflaje durante el ataque aéreo.[cita requerida]

## Distribución geográfica y diversidad

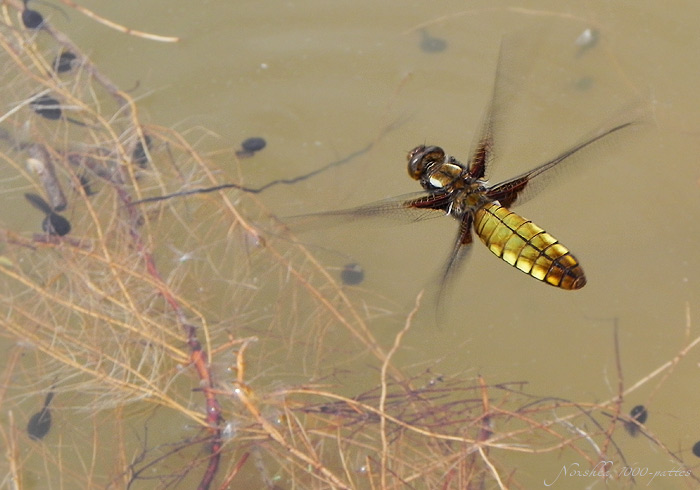
Libellula depressa, cazadora de cuerpo ancho

En 2010 se conocían unas 3012 especies de libélulas, clasificadas en 348 géneros de 11 familias.
Las libélulas viven en todos los continentes excepto en la Antártida. A diferencia de los caballitos del diablo (Zygoptera), que suelen tener una distribución restringida, algunos géneros y especies se extienden por todos los continentes. Por ejemplo, la libélula negrita de ojos azules Rhionaeschna multicolor vive en toda América del Norte y en América Central; los emperadores Anax viven en todo el continente americano, desde el norte de Terranova hasta el sur de Bahía Blanca en Argentina, a través de Europa hasta Asia Central, el norte de África y Oriente Medio. La libélula rayadora naranja Pantala flavescens es probablemente la especie de libélula más extendida en el mundo; es cosmopolita y se encuentra en todos los continentes en las regiones más cálidas. La mayoría de las especies de Anisoptera son tropicales, con muchas menos especies en regiones templadas.
Algunas libélulas, incluidos libélúlidos y sírfidos, viven en charcas desérticas, por ejemplo en el desierto de Mojave, donde son activas a temperaturas a la sombra de entre 18 y 45 °C (64 y 113 °F); estos insectos fueron capaces de sobrevivir a temperaturas corporales superiores al punto de muerte térmica de insectos de la misma especie en lugares más fríos.
Las libélulas viven desde el nivel del mar hasta las montañas, disminuyendo la diversidad de especies con la altitud. Su límite altitudinal es de unos 3700 m, representado por una especie de Aeshna en la Cordillera del Pamir.
Las libélulas escasean en latitudes más altas. No son nativas de Islandia, pero los fuertes vientos arrastran ocasionalmente algunos ejemplares, entre ellos un Hemianax ephippiger nativo del norte de África y una especie de dardera no identificada. En Kamchatka, sólo se encuentran unas pocas especies de libélulas, incluyendo la esmeralda arbórea Somatochlora arctica y algunas aeshnidas como Aeshna subarctica, posiblemente debido a la baja temperatura de los lagos. La esmeralda arbórea también vive en el norte de Alaska, dentro del círculo polar ártico, lo que la convierte en la más septentrional de todas las libélulas.

## Filogenia
Revisiones de la filogenia de los odonatos sugieren que el suborden Anisoptera es parafilético (y por tanto debería rechazarse), según muestra el cladograma siguiente:
|           | Zygoptera                                                                    |
|           |                                                                              |
| Epiprocta | \| \| Anisozygoptera \| \| \| \| \| ___ \| Anisoptera \| \| \| Anisoptera \| |
|           | \| \| Anisozygoptera \| \| \| \| \| ___ \| Anisoptera \| \| \| Anisoptera \| |
|           | Anisozygoptera                                                               |
|           |                                                                              |
| ___       | Anisoptera                                                                   |
|           | Anisoptera                                                                   |

|     | Anisozygoptera |
|     |                |
| ___ | Anisoptera     |
|     | Anisoptera     |

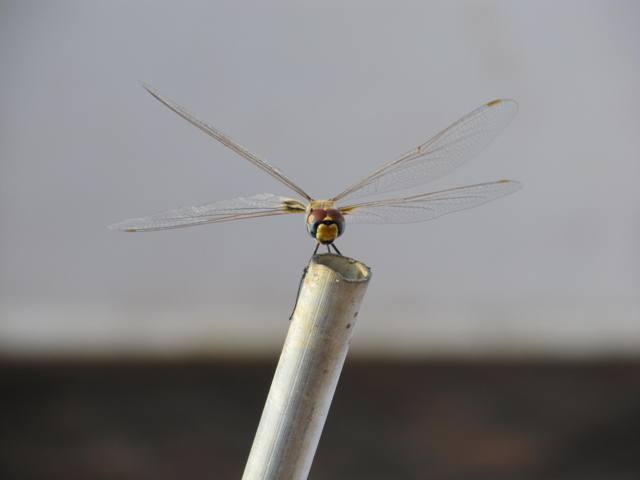

A partir del cladograma, la nueva clasificación de los odonatos sería:
- Suborden Zygoptera
- Suborden Epiprocta
  - Infraorden Anisozygoptera
  - Infraorden Anisoptera

Por tanto, los anisópteros serían en realidad un infraorden y no un suborden.
El siguiente cladograma relaciona las subfamilias y familias de anisópteros, figurando con líneas discontinuas las que no están perfectamente definidas:

|  | Austropetaliidae |
|  |                  |
|  | Aeshnidae        |
|  |                  |
|  | Petaluridae      |
|  |                  |

|  | \| \| Neopetaliidae \| \| \| \| \| \| Cordulegastridae \| \| \| \| |
|  |                                                                    |
|  | Libellulidae                                                       |
|  |                                                                    |
|  | "Corduliidae" (parafilético)                                       |

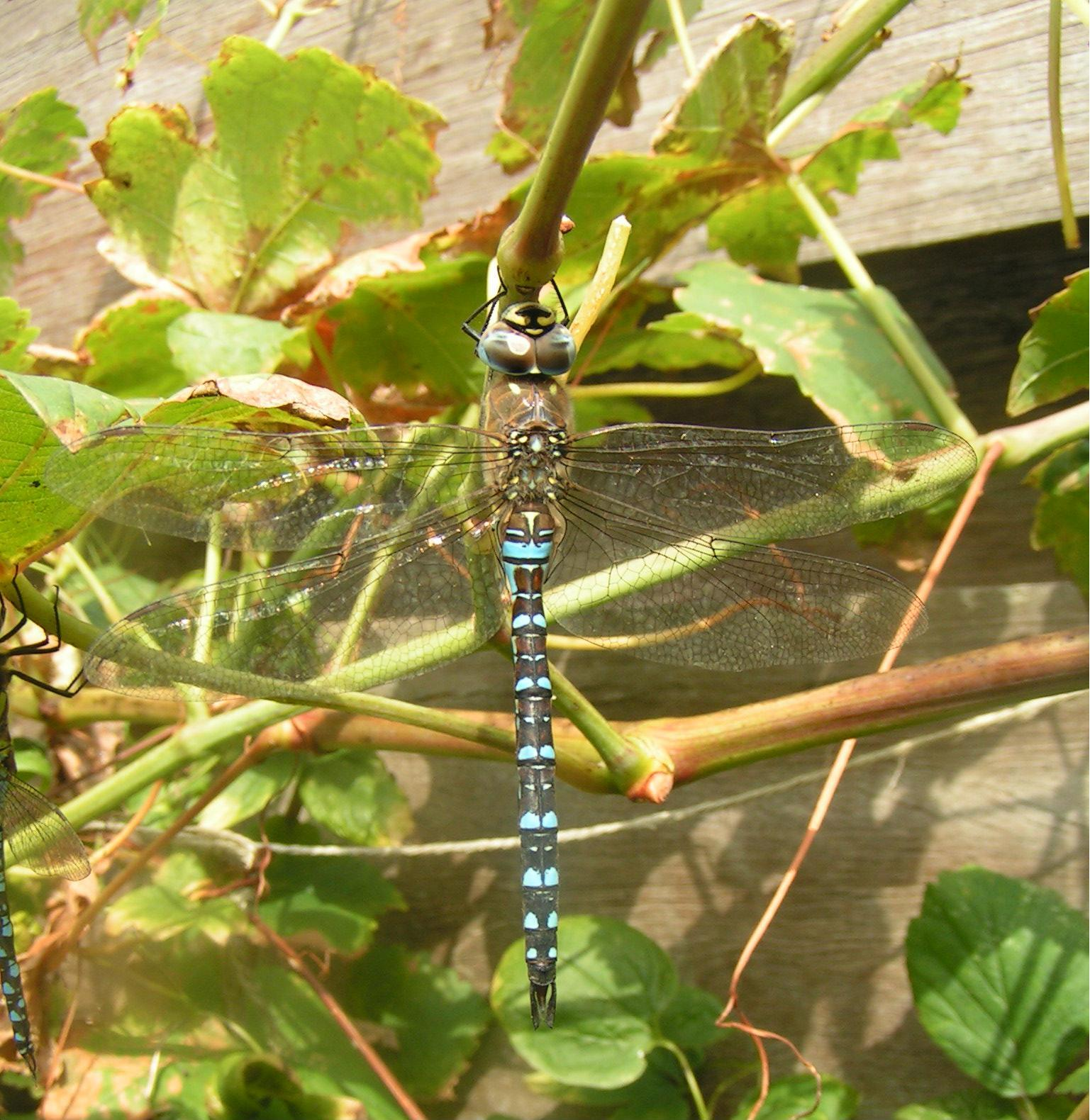
Aeshna mixta

|  |                                                                    |
|  | Neopetaliidae                                                      |
|  |                                                                    |
|  | Cordulegastridae                                                   |
|  |                                                                    |

|  | Neopetaliidae    |
|  |                  |
|  | Cordulegastridae |
|  |                  |

|  | \| \| Neopetaliidae \| \| \| \| \| \| Cordulegastridae \| \| \| \| |
|  |                                                                    |
|  | Libellulidae                                                       |
|  |                                                                    |
|  | "Corduliidae" (parafilético)                                       |
|  |                                                                    |
|  | Neopetaliidae                                                      |
|  |                                                                    |
|  | Cordulegastridae                                                   |
|  |                                                                    |

|  | Neopetaliidae    |
|  |                  |
|  | Cordulegastridae |
|  |                  |

|  | \| \| Neopetaliidae \| \| \| \| \| \| Cordulegastridae \| \| \| \| |
|  |                                                                    |
|  | Libellulidae                                                       |
|  |                                                                    |
|  | "Corduliidae" (parafilético)                                       |
|  |                                                                    |
|  | Neopetaliidae                                                      |
|  |                                                                    |
|  | Cordulegastridae                                                   |
|  |                                                                    |

|  | Neopetaliidae    |
|  |                  |
|  | Cordulegastridae |
|  |                  |

|  | \| \| Neopetaliidae \| \| \| \| \| \| Cordulegastridae \| \| \| \| |
|  |                                                                    |
|  | Libellulidae                                                       |
|  |                                                                    |
|  | "Corduliidae" (parafilético)                                       |
|  |                                                                    |
|  | Neopetaliidae                                                      |
|  |                                                                    |
|  | Cordulegastridae                                                   |
|  |                                                                    |

|  | Neopetaliidae    |
|  |                  |
|  | Cordulegastridae |
|  |                  |

|  | \| \| Neopetaliidae \| \| \| \| \| \| Cordulegastridae \| \| \| \| |
|  |                                                                    |
|  | Libellulidae                                                       |
|  |                                                                    |
|  | "Corduliidae" (parafilético)                                       |
|  |                                                                    |
|  | Neopetaliidae                                                      |
|  |                                                                    |
|  | Cordulegastridae                                                   |
|  |                                                                    |

|  | Neopetaliidae    |
|  |                  |
|  | Cordulegastridae |
|  |                  |

|  | \| \| Neopetaliidae \| \| \| \| \| \| Cordulegastridae \| \| \| \| |
|  |                                                                    |
|  | Libellulidae                                                       |
|  |                                                                    |
|  | "Corduliidae" (parafilético)                                       |
|  |                                                                    |
|  | Neopetaliidae                                                      |
|  |                                                                    |
|  | Cordulegastridae                                                   |
|  |                                                                    |

|  | Neopetaliidae    |
|  |                  |
|  | Cordulegastridae |
|  |                  |

|  | \| \| Neopetaliidae \| \| \| \| \| \| Cordulegastridae \| \| \| \| |
|  |                                                                    |
|  | Libellulidae                                                       |
|  |                                                                    |
|  | "Corduliidae" (parafilético)                                       |
|  |                                                                    |
|  | Neopetaliidae                                                      |
|  |                                                                    |
|  | Cordulegastridae                                                   |
|  |                                                                    |

|  | Neopetaliidae    |
|  |                  |
|  | Cordulegastridae |
|  |                  |

|  | \| \| Neopetaliidae \| \| \| \| \| \| Cordulegastridae \| \| \| \| |
|  |                                                                    |
|  | Libellulidae                                                       |
|  |                                                                    |
|  | "Corduliidae" (parafilético)                                       |
|  |                                                                    |
|  | Neopetaliidae                                                      |
|  |                                                                    |
|  | Cordulegastridae                                                   |
|  |                                                                    |

|  | Neopetaliidae    |
|  |                  |
|  | Cordulegastridae |
|  |                  |

|  | \| \| Neopetaliidae \| \| \| \| \| \| Cordulegastridae \| \| \| \| |
|  |                                                                    |
|  | Libellulidae                                                       |
|  |                                                                    |
|  | "Corduliidae" (parafilético)                                       |
|  |                                                                    |
|  | Neopetaliidae                                                      |
|  |                                                                    |
|  | Cordulegastridae                                                   |
|  |                                                                    |

|  | Neopetaliidae    |
|  |                  |
|  | Cordulegastridae |
|  |                  |

|  | \| \| Neopetaliidae \| \| \| \| \| \| Cordulegastridae \| \| \| \| |
|  |                                                                    |
|  | Libellulidae                                                       |
|  |                                                                    |
|  | "Corduliidae" (parafilético)                                       |
|  |                                                                    |
|  | Neopetaliidae                                                      |
|  |                                                                    |
|  | Cordulegastridae                                                   |
|  |                                                                    |

|  | Neopetaliidae    |
|  |                  |
|  | Cordulegastridae |
|  |                  |

|  | \| \| Neopetaliidae \| \| \| \| \| \| Cordulegastridae \| \| \| \| |
|  |                                                                    |
|  | Libellulidae                                                       |
|  |                                                                    |
|  | "Corduliidae" (parafilético)                                       |
|  |                                                                    |
|  | Neopetaliidae                                                      |
|  |                                                                    |
|  | Cordulegastridae                                                   |
|  |                                                                    |

|  | Neopetaliidae    |
|  |                  |
|  | Cordulegastridae |
|  |                  |

|  | \| \| Neopetaliidae \| \| \| \| \| \| Cordulegastridae \| \| \| \| |
|  |                                                                    |
|  | Libellulidae                                                       |
|  |                                                                    |
|  | "Corduliidae" (parafilético)                                       |
|  |                                                                    |
|  | Neopetaliidae                                                      |
|  |                                                                    |
|  | Cordulegastridae                                                   |
|  |                                                                    |

|  | Neopetaliidae    |
|  |                  |
|  | Cordulegastridae |
|  |                  |

|  | \| \| Neopetaliidae \| \| \| \| \| \| Cordulegastridae \| \| \| \| |
|  |                                                                    |
|  | Libellulidae                                                       |
|  |                                                                    |
|  | "Corduliidae" (parafilético)                                       |
|  |                                                                    |
|  | Neopetaliidae                                                      |
|  |                                                                    |
|  | Cordulegastridae                                                   |
|  |                                                                    |

|  | Neopetaliidae    |
|  |                  |
|  | Cordulegastridae |
|  |                  |

|  | \| \| Neopetaliidae \| \| \| \| \| \| Cordulegastridae \| \| \| \| |
|  |                                                                    |
|  | Libellulidae                                                       |
|  |                                                                    |
|  | "Corduliidae" (parafilético)                                       |
|  |                                                                    |
|  | Neopetaliidae                                                      |
|  |                                                                    |
|  | Cordulegastridae                                                   |
|  |                                                                    |

|  | Neopetaliidae    |
|  |                  |
|  | Cordulegastridae |
|  |                  |

|  | \| \| Neopetaliidae \| \| \| \| \| \| Cordulegastridae \| \| \| \| |
|  |                                                                    |
|  | Libellulidae                                                       |
|  |                                                                    |
|  | "Corduliidae" (parafilético)                                       |
|  |                                                                    |
|  | Neopetaliidae                                                      |
|  |                                                                    |
|  | Cordulegastridae                                                   |
|  |                                                                    |

|  | Neopetaliidae    |
|  |                  |
|  | Cordulegastridae |
|  |                  |

|  | \| \| Neopetaliidae \| \| \| \| \| \| Cordulegastridae \| \| \| \| |
|  |                                                                    |
|  | Libellulidae                                                       |
|  |                                                                    |
|  | "Corduliidae" (parafilético)                                       |
|  |                                                                    |
|  | Neopetaliidae                                                      |
|  |                                                                    |
|  | Cordulegastridae                                                   |
|  |                                                                    |

|  | Neopetaliidae    |
|  |                  |
|  | Cordulegastridae |
|  |                  |

|  | Austropetaliidae |
|  |                  |
|  | Aeshnidae        |
|  |                  |
|  | Petaluridae      |
|  |                  |

|  | \| \| Neopetaliidae \| \| \| \| \| \| Cordulegastridae \| \| \| \| |
|  |                                                                    |
|  | Libellulidae                                                       |
|  |                                                                    |
|  | "Corduliidae" (parafilético)                                       |
|  |                                                                    |
|  | Neopetaliidae                                                      |
|  |                                                                    |
|  | Cordulegastridae                                                   |
|  |                                                                    |

|  | Neopetaliidae    |
|  |                  |
|  | Cordulegastridae |
|  |                  |

|  | \| \| Neopetaliidae \| \| \| \| \| \| Cordulegastridae \| \| \| \| |
|  |                                                                    |
|  | Libellulidae                                                       |
|  |                                                                    |
|  | "Corduliidae" (parafilético)                                       |
|  |                                                                    |
|  | Neopetaliidae                                                      |
|  |                                                                    |
|  | Cordulegastridae                                                   |
|  |                                                                    |

|  | Neopetaliidae    |
|  |                  |
|  | Cordulegastridae |
|  |                  |

|  | \| \| Neopetaliidae \| \| \| \| \| \| Cordulegastridae \| \| \| \| |
|  |                                                                    |
|  | Libellulidae                                                       |
|  |                                                                    |
|  | "Corduliidae" (parafilético)                                       |
|  |                                                                    |
|  | Neopetaliidae                                                      |
|  |                                                                    |
|  | Cordulegastridae                                                   |
|  |                                                                    |

|  | Neopetaliidae    |
|  |                  |
|  | Cordulegastridae |
|  |                  |

|  | \| \| Neopetaliidae \| \| \| \| \| \| Cordulegastridae \| \| \| \| |
|  |                                                                    |
|  | Libellulidae                                                       |
|  |                                                                    |
|  | "Corduliidae" (parafilético)                                       |
|  |                                                                    |
|  | Neopetaliidae                                                      |
|  |                                                                    |
|  | Cordulegastridae                                                   |
|  |                                                                    |

|  | Neopetaliidae    |
|  |                  |
|  | Cordulegastridae |
|  |                  |

|  | \| \| Neopetaliidae \| \| \| \| \| \| Cordulegastridae \| \| \| \| |
|  |                                                                    |
|  | Libellulidae                                                       |
|  |                                                                    |
|  | "Corduliidae" (parafilético)                                       |
|  |                                                                    |
|  | Neopetaliidae                                                      |
|  |                                                                    |
|  | Cordulegastridae                                                   |
|  |                                                                    |

|  | Neopetaliidae    |
|  |                  |
|  | Cordulegastridae |
|  |                  |

|  | \| \| Neopetaliidae \| \| \| \| \| \| Cordulegastridae \| \| \| \| |
|  |                                                                    |
|  | Libellulidae                                                       |
|  |                                                                    |
|  | "Corduliidae" (parafilético)                                       |
|  |                                                                    |
|  | Neopetaliidae                                                      |
|  |                                                                    |
|  | Cordulegastridae                                                   |
|  |                                                                    |

|  | Neopetaliidae    |
|  |                  |
|  | Cordulegastridae |
|  |                  |

|  | \| \| Neopetaliidae \| \| \| \| \| \| Cordulegastridae \| \| \| \| |
|  |                                                                    |
|  | Libellulidae                                                       |
|  |                                                                    |
|  | "Corduliidae" (parafilético)                                       |
|  |                                                                    |
|  | Neopetaliidae                                                      |
|  |                                                                    |
|  | Cordulegastridae                                                   |
|  |                                                                    |

|  | Neopetaliidae    |
|  |                  |
|  | Cordulegastridae |
|  |                  |

|  | \| \| Neopetaliidae \| \| \| \| \| \| Cordulegastridae \| \| \| \| |
|  |                                                                    |
|  | Libellulidae                                                       |
|  |                                                                    |
|  | "Corduliidae" (parafilético)                                       |
|  |                                                                    |
|  | Neopetaliidae                                                      |
|  |                                                                    |
|  | Cordulegastridae                                                   |
|  |                                                                    |

|  | Neopetaliidae    |
|  |                  |
|  | Cordulegastridae |
|  |                  |

|  | \| \| Neopetaliidae \| \| \| \| \| \| Cordulegastridae \| \| \| \| |
|  |                                                                    |
|  | Libellulidae                                                       |
|  |                                                                    |
|  | "Corduliidae" (parafilético)                                       |
|  |                                                                    |
|  | Neopetaliidae                                                      |
|  |                                                                    |
|  | Cordulegastridae                                                   |
|  |                                                                    |

|  | Neopetaliidae    |
|  |                  |
|  | Cordulegastridae |
|  |                  |

|  | \| \| Neopetaliidae \| \| \| \| \| \| Cordulegastridae \| \| \| \| |
|  |                                                                    |
|  | Libellulidae                                                       |
|  |                                                                    |
|  | "Corduliidae" (parafilético)                                       |
|  |                                                                    |
|  | Neopetaliidae                                                      |
|  |                                                                    |
|  | Cordulegastridae                                                   |
|  |                                                                    |

|  | Neopetaliidae    |
|  |                  |
|  | Cordulegastridae |
|  |                  |

|  | \| \| Neopetaliidae \| \| \| \| \| \| Cordulegastridae \| \| \| \| |
|  |                                                                    |
|  | Libellulidae                                                       |
|  |                                                                    |
|  | "Corduliidae" (parafilético)                                       |
|  |                                                                    |
|  | Neopetaliidae                                                      |
|  |                                                                    |
|  | Cordulegastridae                                                   |
|  |                                                                    |

|  | Neopetaliidae    |
|  |                  |
|  | Cordulegastridae |
|  |                  |

|  | \| \| Neopetaliidae \| \| \| \| \| \| Cordulegastridae \| \| \| \| |
|  |                                                                    |
|  | Libellulidae                                                       |
|  |                                                                    |
|  | "Corduliidae" (parafilético)                                       |
|  |                                                                    |
|  | Neopetaliidae                                                      |
|  |                                                                    |
|  | Cordulegastridae                                                   |
|  |                                                                    |

|  | Neopetaliidae    |
|  |                  |
|  | Cordulegastridae |
|  |                  |

|  | \| \| Neopetaliidae \| \| \| \| \| \| Cordulegastridae \| \| \| \| |
|  |                                                                    |
|  | Libellulidae                                                       |
|  |                                                                    |
|  | "Corduliidae" (parafilético)                                       |
|  |                                                                    |
|  | Neopetaliidae                                                      |
|  |                                                                    |
|  | Cordulegastridae                                                   |
|  |                                                                    |

|  | Neopetaliidae    |
|  |                  |
|  | Cordulegastridae |
|  |                  |

|  | \| \| Neopetaliidae \| \| \| \| \| \| Cordulegastridae \| \| \| \| |
|  |                                                                    |
|  | Libellulidae                                                       |
|  |                                                                    |
|  | "Corduliidae" (parafilético)                                       |
|  |                                                                    |
|  | Neopetaliidae                                                      |
|  |                                                                    |
|  | Cordulegastridae                                                   |
|  |                                                                    |

|  | Neopetaliidae    |
|  |                  |
|  | Cordulegastridae |
|  |                  |

|  | \| \| Neopetaliidae \| \| \| \| \| \| Cordulegastridae \| \| \| \| |
|  |                                                                    |
|  | Libellulidae                                                       |
|  |                                                                    |
|  | "Corduliidae" (parafilético)                                       |
|  |                                                                    |
|  | Neopetaliidae                                                      |
|  |                                                                    |
|  | Cordulegastridae                                                   |
|  |                                                                    |

|  | Neopetaliidae    |
|  |                  |
|  | Cordulegastridae |
|  |                  |

|  | \| \| Neopetaliidae \| \| \| \| \| \| Cordulegastridae \| \| \| \| |
|  |                                                                    |
|  | Libellulidae                                                       |
|  |                                                                    |
|  | "Corduliidae" (parafilético)                                       |
|  |                                                                    |
|  | Neopetaliidae                                                      |
|  |                                                                    |
|  | Cordulegastridae                                                   |
|  |                                                                    |

|  | Neopetaliidae    |
|  |                  |
|  | Cordulegastridae |
|  |                  |

|  | Austropetaliidae |
|  |                  |
|  | Aeshnidae        |
|  |                  |
|  | Petaluridae      |
|  |                  |

|  | \| \| Neopetaliidae \| \| \| \| \| \| Cordulegastridae \| \| \| \| |
|  |                                                                    |
|  | Libellulidae                                                       |
|  |                                                                    |
|  | "Corduliidae" (parafilético)                                       |
|  |                                                                    |
|  | Neopetaliidae                                                      |
|  |                                                                    |
|  | Cordulegastridae                                                   |
|  |                                                                    |

|  | Neopetaliidae    |
|  |                  |
|  | Cordulegastridae |
|  |                  |

|  | \| \| Neopetaliidae \| \| \| \| \| \| Cordulegastridae \| \| \| \| |
|  |                                                                    |
|  | Libellulidae                                                       |
|  |                                                                    |
|  | "Corduliidae" (parafilético)                                       |
|  |                                                                    |
|  | Neopetaliidae                                                      |
|  |                                                                    |
|  | Cordulegastridae                                                   |
|  |                                                                    |

|  | Neopetaliidae    |
|  |                  |
|  | Cordulegastridae |
|  |                  |

|  | \| \| Neopetaliidae \| \| \| \| \| \| Cordulegastridae \| \| \| \| |
|  |                                                                    |
|  | Libellulidae                                                       |
|  |                                                                    |
|  | "Corduliidae" (parafilético)                                       |
|  |                                                                    |
|  | Neopetaliidae                                                      |
|  |                                                                    |
|  | Cordulegastridae                                                   |
|  |                                                                    |

|  | Neopetaliidae    |
|  |                  |
|  | Cordulegastridae |
|  |                  |

|  | \| \| Neopetaliidae \| \| \| \| \| \| Cordulegastridae \| \| \| \| |
|  |                                                                    |
|  | Libellulidae                                                       |
|  |                                                                    |
|  | "Corduliidae" (parafilético)                                       |
|  |                                                                    |
|  | Neopetaliidae                                                      |
|  |                                                                    |
|  | Cordulegastridae                                                   |
|  |                                                                    |

|  | Neopetaliidae    |
|  |                  |
|  | Cordulegastridae |
|  |                  |

|  | \| \| Neopetaliidae \| \| \| \| \| \| Cordulegastridae \| \| \| \| |
|  |                                                                    |
|  | Libellulidae                                                       |
|  |                                                                    |
|  | "Corduliidae" (parafilético)                                       |
|  |                                                                    |
|  | Neopetaliidae                                                      |
|  |                                                                    |
|  | Cordulegastridae                                                   |
|  |                                                                    |

|  | Neopetaliidae    |
|  |                  |
|  | Cordulegastridae |
|  |                  |

|  | \| \| Neopetaliidae \| \| \| \| \| \| Cordulegastridae \| \| \| \| |
|  |                                                                    |
|  | Libellulidae                                                       |
|  |                                                                    |
|  | "Corduliidae" (parafilético)                                       |
|  |                                                                    |
|  | Neopetaliidae                                                      |
|  |                                                                    |
|  | Cordulegastridae                                                   |
|  |                                                                    |

|  | Neopetaliidae    |
|  |                  |
|  | Cordulegastridae |
|  |                  |

|  | \| \| Neopetaliidae \| \| \| \| \| \| Cordulegastridae \| \| \| \| |
|  |                                                                    |
|  | Libellulidae                                                       |
|  |                                                                    |
|  | "Corduliidae" (parafilético)                                       |
|  |                                                                    |
|  | Neopetaliidae                                                      |
|  |                                                                    |
|  | Cordulegastridae                                                   |
|  |                                                                    |

|  | Neopetaliidae    |
|  |                  |
|  | Cordulegastridae |
|  |                  |

|  | \| \| Neopetaliidae \| \| \| \| \| \| Cordulegastridae \| \| \| \| |
|  |                                                                    |
|  | Libellulidae                                                       |
|  |                                                                    |
|  | "Corduliidae" (parafilético)                                       |
|  |                                                                    |
|  | Neopetaliidae                                                      |
|  |                                                                    |
|  | Cordulegastridae                                                   |
|  |                                                                    |

|  | Neopetaliidae    |
|  |                  |
|  | Cordulegastridae |
|  |                  |

|  | \| \| Neopetaliidae \| \| \| \| \| \| Cordulegastridae \| \| \| \| |
|  |                                                                    |
|  | Libellulidae                                                       |
|  |                                                                    |
|  | "Corduliidae" (parafilético)                                       |
|  |                                                                    |
|  | Neopetaliidae                                                      |
|  |                                                                    |
|  | Cordulegastridae                                                   |
|  |                                                                    |

|  | Neopetaliidae    |
|  |                  |
|  | Cordulegastridae |
|  |                  |

|  | \| \| Neopetaliidae \| \| \| \| \| \| Cordulegastridae \| \| \| \| |
|  |                                                                    |
|  | Libellulidae                                                       |
|  |                                                                    |
|  | "Corduliidae" (parafilético)                                       |
|  |                                                                    |
|  | Neopetaliidae                                                      |
|  |                                                                    |
|  | Cordulegastridae                                                   |
|  |                                                                    |

|  | Neopetaliidae    |
|  |                  |
|  | Cordulegastridae |
|  |                  |

|  | \| \| Neopetaliidae \| \| \| \| \| \| Cordulegastridae \| \| \| \| |
|  |                                                                    |
|  | Libellulidae                                                       |
|  |                                                                    |
|  | "Corduliidae" (parafilético)                                       |
|  |                                                                    |
|  | Neopetaliidae                                                      |
|  |                                                                    |
|  | Cordulegastridae                                                   |
|  |                                                                    |

|  | Neopetaliidae    |
|  |                  |
|  | Cordulegastridae |
|  |                  |

|  | \| \| Neopetaliidae \| \| \| \| \| \| Cordulegastridae \| \| \| \| |
|  |                                                                    |
|  | Libellulidae                                                       |
|  |                                                                    |
|  | "Corduliidae" (parafilético)                                       |
|  |                                                                    |
|  | Neopetaliidae                                                      |
|  |                                                                    |
|  | Cordulegastridae                                                   |
|  |                                                                    |

|  | Neopetaliidae    |
|  |                  |
|  | Cordulegastridae |
|  |                  |

|  | \| \| Neopetaliidae \| \| \| \| \| \| Cordulegastridae \| \| \| \| |
|  |                                                                    |
|  | Libellulidae                                                       |
|  |                                                                    |
|  | "Corduliidae" (parafilético)                                       |
|  |                                                                    |
|  | Neopetaliidae                                                      |
|  |                                                                    |
|  | Cordulegastridae                                                   |
|  |                                                                    |

|  | Neopetaliidae    |
|  |                  |
|  | Cordulegastridae |
|  |                  |

|  | \| \| Neopetaliidae \| \| \| \| \| \| Cordulegastridae \| \| \| \| |
|  |                                                                    |
|  | Libellulidae                                                       |
|  |                                                                    |
|  | "Corduliidae" (parafilético)                                       |
|  |                                                                    |
|  | Neopetaliidae                                                      |
|  |                                                                    |
|  | Cordulegastridae                                                   |
|  |                                                                    |

|  | Neopetaliidae    |
|  |                  |
|  | Cordulegastridae |
|  |                  |

|  | \| \| Neopetaliidae \| \| \| \| \| \| Cordulegastridae \| \| \| \| |
|  |                                                                    |
|  | Libellulidae                                                       |
|  |                                                                    |
|  | "Corduliidae" (parafilético)                                       |
|  |                                                                    |
|  | Neopetaliidae                                                      |
|  |                                                                    |
|  | Cordulegastridae                                                   |
|  |                                                                    |

|  | Neopetaliidae    |
|  |                  |
|  | Cordulegastridae |
|  |                  |

|  | \| \| Neopetaliidae \| \| \| \| \| \| Cordulegastridae \| \| \| \| |
|  |                                                                    |
|  | Libellulidae                                                       |
|  |                                                                    |
|  | "Corduliidae" (parafilético)                                       |
|  |                                                                    |
|  | Neopetaliidae                                                      |
|  |                                                                    |
|  | Cordulegastridae                                                   |
|  |                                                                    |

|  | Neopetaliidae    |
|  |                  |
|  | Cordulegastridae |
|  |                  |

|  | Austropetaliidae |
|  |                  |
|  | Aeshnidae        |
|  |                  |
|  | Petaluridae      |
|  |                  |

|  | \| \| Neopetaliidae \| \| \| \| \| \| Cordulegastridae \| \| \| \| |
|  |                                                                    |
|  | Libellulidae                                                       |
|  |                                                                    |
|  | "Corduliidae" (parafilético)                                       |
|  |                                                                    |
|  | Neopetaliidae                                                      |
|  |                                                                    |
|  | Cordulegastridae                                                   |
|  |                                                                    |

|  | Neopetaliidae    |
|  |                  |
|  | Cordulegastridae |
|  |                  |

|  | \| \| Neopetaliidae \| \| \| \| \| \| Cordulegastridae \| \| \| \| |
|  |                                                                    |
|  | Libellulidae                                                       |
|  |                                                                    |
|  | "Corduliidae" (parafilético)                                       |
|  |                                                                    |
|  | Neopetaliidae                                                      |
|  |                                                                    |
|  | Cordulegastridae                                                   |
|  |                                                                    |

|  | Neopetaliidae    |
|  |                  |
|  | Cordulegastridae |
|  |                  |

|  | \| \| Neopetaliidae \| \| \| \| \| \| Cordulegastridae \| \| \| \| |
|  |                                                                    |
|  | Libellulidae                                                       |
|  |                                                                    |
|  | "Corduliidae" (parafilético)                                       |
|  |                                                                    |
|  | Neopetaliidae                                                      |
|  |                                                                    |
|  | Cordulegastridae                                                   |
|  |                                                                    |

|  | Neopetaliidae    |
|  |                  |
|  | Cordulegastridae |
|  |                  |

|  | \| \| Neopetaliidae \| \| \| \| \| \| Cordulegastridae \| \| \| \| |
|  |                                                                    |
|  | Libellulidae                                                       |
|  |                                                                    |
|  | "Corduliidae" (parafilético)                                       |
|  |                                                                    |
|  | Neopetaliidae                                                      |
|  |                                                                    |
|  | Cordulegastridae                                                   |
|  |                                                                    |

|  | Neopetaliidae    |
|  |                  |
|  | Cordulegastridae |
|  |                  |

|  | \| \| Neopetaliidae \| \| \| \| \| \| Cordulegastridae \| \| \| \| |
|  |                                                                    |
|  | Libellulidae                                                       |
|  |                                                                    |
|  | "Corduliidae" (parafilético)                                       |
|  |                                                                    |
|  | Neopetaliidae                                                      |
|  |                                                                    |
|  | Cordulegastridae                                                   |
|  |                                                                    |

|  | Neopetaliidae    |
|  |                  |
|  | Cordulegastridae |
|  |                  |

|  | \| \| Neopetaliidae \| \| \| \| \| \| Cordulegastridae \| \| \| \| |
|  |                                                                    |
|  | Libellulidae                                                       |
|  |                                                                    |
|  | "Corduliidae" (parafilético)                                       |
|  |                                                                    |
|  | Neopetaliidae                                                      |
|  |                                                                    |
|  | Cordulegastridae                                                   |
|  |                                                                    |

|  | Neopetaliidae    |
|  |                  |
|  | Cordulegastridae |
|  |                  |

|  | \| \| Neopetaliidae \| \| \| \| \| \| Cordulegastridae \| \| \| \| |
|  |                                                                    |
|  | Libellulidae                                                       |
|  |                                                                    |
|  | "Corduliidae" (parafilético)                                       |
|  |                                                                    |
|  | Neopetaliidae                                                      |
|  |                                                                    |
|  | Cordulegastridae                                                   |
|  |                                                                    |

|  | Neopetaliidae    |
|  |                  |
|  | Cordulegastridae |
|  |                  |

|  | \| \| Neopetaliidae \| \| \| \| \| \| Cordulegastridae \| \| \| \| |
|  |                                                                    |
|  | Libellulidae                                                       |
|  |                                                                    |
|  | "Corduliidae" (parafilético)                                       |
|  |                                                                    |
|  | Neopetaliidae                                                      |
|  |                                                                    |
|  | Cordulegastridae                                                   |
|  |                                                                    |

|  | Neopetaliidae    |
|  |                  |
|  | Cordulegastridae |
|  |                  |

|  | \| \| Neopetaliidae \| \| \| \| \| \| Cordulegastridae \| \| \| \| |
|  |                                                                    |
|  | Libellulidae                                                       |
|  |                                                                    |
|  | "Corduliidae" (parafilético)                                       |
|  |                                                                    |
|  | Neopetaliidae                                                      |
|  |                                                                    |
|  | Cordulegastridae                                                   |
|  |                                                                    |

|  | Neopetaliidae    |
|  |                  |
|  | Cordulegastridae |
|  |                  |

|  | \| \| Neopetaliidae \| \| \| \| \| \| Cordulegastridae \| \| \| \| |
|  |                                                                    |
|  | Libellulidae                                                       |
|  |                                                                    |
|  | "Corduliidae" (parafilético)                                       |
|  |                                                                    |
|  | Neopetaliidae                                                      |
|  |                                                                    |
|  | Cordulegastridae                                                   |
|  |                                                                    |

|  | Neopetaliidae    |
|  |                  |
|  | Cordulegastridae |
|  |                  |

|  | \| \| Neopetaliidae \| \| \| \| \| \| Cordulegastridae \| \| \| \| |
|  |                                                                    |
|  | Libellulidae                                                       |
|  |                                                                    |
|  | "Corduliidae" (parafilético)                                       |
|  |                                                                    |
|  | Neopetaliidae                                                      |
|  |                                                                    |
|  | Cordulegastridae                                                   |
|  |                                                                    |

|  | Neopetaliidae    |
|  |                  |
|  | Cordulegastridae |
|  |                  |

|  | \| \| Neopetaliidae \| \| \| \| \| \| Cordulegastridae \| \| \| \| |
|  |                                                                    |
|  | Libellulidae                                                       |
|  |                                                                    |
|  | "Corduliidae" (parafilético)                                       |
|  |                                                                    |
|  | Neopetaliidae                                                      |
|  |                                                                    |
|  | Cordulegastridae                                                   |
|  |                                                                    |

|  | Neopetaliidae    |
|  |                  |
|  | Cordulegastridae |
|  |                  |

|  | \| \| Neopetaliidae \| \| \| \| \| \| Cordulegastridae \| \| \| \| |
|  |                                                                    |
|  | Libellulidae                                                       |
|  |                                                                    |
|  | "Corduliidae" (parafilético)                                       |
|  |                                                                    |
|  | Neopetaliidae                                                      |
|  |                                                                    |
|  | Cordulegastridae                                                   |
|  |                                                                    |

|  | Neopetaliidae    |
|  |                  |
|  | Cordulegastridae |
|  |                  |

|  | \| \| Neopetaliidae \| \| \| \| \| \| Cordulegastridae \| \| \| \| |
|  |                                                                    |
|  | Libellulidae                                                       |
|  |                                                                    |
|  | "Corduliidae" (parafilético)                                       |
|  |                                                                    |
|  | Neopetaliidae                                                      |
|  |                                                                    |
|  | Cordulegastridae                                                   |
|  |                                                                    |

|  | Neopetaliidae    |
|  |                  |
|  | Cordulegastridae |
|  |                  |

|  | \| \| Neopetaliidae \| \| \| \| \| \| Cordulegastridae \| \| \| \| |
|  |                                                                    |
|  | Libellulidae                                                       |
|  |                                                                    |
|  | "Corduliidae" (parafilético)                                       |
|  |                                                                    |
|  | Neopetaliidae                                                      |
|  |                                                                    |
|  | Cordulegastridae                                                   |
|  |                                                                    |

|  | Neopetaliidae    |
|  |                  |
|  | Cordulegastridae |
|  |                  |

|  | \| \| Neopetaliidae \| \| \| \| \| \| Cordulegastridae \| \| \| \| |
|  |                                                                    |
|  | Libellulidae                                                       |
|  |                                                                    |
|  | "Corduliidae" (parafilético)                                       |
|  |                                                                    |
|  | Neopetaliidae                                                      |
|  |                                                                    |
|  | Cordulegastridae                                                   |
|  |                                                                    |

|  | Neopetaliidae    |
|  |                  |
|  | Cordulegastridae |
|  |                  |

## Algunas especies comunes
- Anax imperator
- Anax junius
- Orthetrum cancellatum
- Libellula lydia
- Aeshna mixta
- Sympetrum fonscolombii